# ビンセンテ・ルクバン

1901年当時のルクバン

ビンセンテ・ルクバン（Vicente Lukbán、1860年2月11日 - 1916年11月16日）は、フィリピン革命中はエミリオ・アギナルドの軍隊の司令官、米比戦争中はサマール島とレイテ島の政治軍事長を務めた。彼はアメリカ人兵士約40名が殺害されたバランギガの虐殺の首謀者とされていたが、近年の研究によれば、ルクバンの関与は認められない。

## 生い立ち
1860年2月11日、北カマリネス州のラボで、Agustin LukbánとAndrea Rillesとの間に生まれる。Escuela Piaで教育を受け、マニラのen:Ateneo de Manila Universityに進学、聖トマス大学とサン・フアン・デ・レトラン大学で法学の学位を得る。マニラ第一審裁判所の仕事を辞めるとラボに戻り、Sofía Dízon Barbaと結婚、四人の子供をもうけた。

## フィリピン革命
1896年8月31日にフィリピン独立革命が勃発した時、ルクバンは北カマリネス州にいた。